# Iwan Wassiljewitsch Perschin
Iwan Wassiljewitsch Perschin (russisch Иван Васильевич Першин; * 25. Januar 1980 in Archangelsk) ist ein ehemaliger Judoka, der für Russland startete. Er war Europameister 2006, Weltmeisterschaftsdritter 2007 und Olympiafünfter 2008.

## Sportliche Karriere
Der 1,82 m große Iwan Perschin kämpfte bis 2004 im Halbmittelgewicht, der Gewichtsklasse bis 81 Kilogramm. 1999 war er Zweiter der U20-Europameisterschaften. 2002 belegte er den dritten Platz bei den Weltmeisterschaften der Studierenden. 2005 wechselte er ins  Mittelgewicht, die Gewichtsklasse bis 90 Kilogramm. Im November 2005 gewann er die russischen Meisterschaften in dieser Gewichtsklasse. 2006 siegte er beim Super-Weltcup-Turnier in Moskau. Bei den Europameisterschaften 2006 in Tampere bezwang er im Viertelfinale den Briten Winston Gordon, im Halbfinale den Niederländer Mark Huizinga und im Finale den Spanier David Alarza. 2007 unterlag er bei den Europameisterschaften in Belgrad in seinem ersten Kampf dem Ukrainer Walentyn Hrekow, in der Hoffnungsrunde kämpfte er sich bis zum siebten Platz vor. Bei den Weltmeisterschaften 2007 in Rio de Janeiro verlor Perschin im Viertelfinale gegen den Italiener Roberto Meloni. Mit zwei Siegen in der Hoffnungsrunde erreichte er den Kampf um Bronze, den er gegen Mark Huizinga gewann. 2008 bei den Olympischen Spielen in Peking siegte er im Viertelfinale gegen den Weißrussen Andrej Kasussjonak. Im Halbfinale unterlag er dem Georgier Irakli Zirekidse und den Kampf um eine Bronzemedaille verlor er gegen den Schweizer Sergei Aschwanden. 2009 belegte Perschin noch einmal den siebten Platz bei den Europameisterschaften in Tiflis, nachdem er im Viertelfinale gegen Andrej Kasussjonak verloren hatte.